# Sudan Liberation Movement/Army
Sudan Liberation Movement/Army eller (arabisk: حركة تحرير السودانḥarakat taḥrīr as-Sūdan) (forkortet som enten SLM eller SLA) er et løst forbund af forskellige sudanske oprørsgrupper, der primært kæmper mod janjaweedmilitser og Sudans hær i Darfurregionen i Sudan. SLM/A er en af de væsentlige aktører i Darfur-konflikten. Jebal Marrah ("Øde/vilde bjerge") huser de vigtigste baser for den største aktive fraktion af bevægelsen, som ledes af Abdulwahid Mohamed Nour.
I øjeblikket er SLM/A opdelt i tre større fraktioner. Den største ledes af Minni Minnawi og har indgået en fredsaftale med Sudans regering, der betyder at Minnawi har fået en særlig position som rådgiver for Darfur i regeringen. I løbet af sommeren 2007 har Minnawi dog kraftigt kritiseret regeringens politik i Darfur. Aftalen afvises af flertallet af Darfurs indbyggere, herunder især af furfolket (regionens største etniske gruppe), som er SLM/A’s vigtigste støttegruppe. 
Andre fraktioner af SLM/A har derfor fortsat kampen, de ledes af bl.a. Ahmed Abdulshafi Bassey og Abdulwahid Mohamed Nour som fortsat nyder støtte fra store dele af Darfurs befolkning.[kilde mangler] Fredsaftalen om samarbejdet med regeringen i Khartoum har på den anden side betydet at Minnawi har mistet popularitet, også i hans egen zaghawastamme.
I en kort perioder efter bevægelsen blev offentligt kendt i marts 2003, blev den kaldt Darfur Liberation Front, og den havde løsrivelse af Darfur som mål. I dag hævder Sudan Liberation Movement/Army dog ikke at have selvstændighed som mål, men ønsker i stedet at vælte regeringen i Khartoum, for at give plads til "et forenet og demokratisk Sudan".[kilde mangler]
Den 20. januar 2006 erklærede SLM/A at bevægelsen var fusioneret med en anden oprørsbevægelse i Darfur, Justice and Equality Movement (JEM). Sammen dannede de nu Alliance of Revolutionary Forces of West Sudan.  I maj samme år forhandlede de to bevægelser igen som to separate enheder.[kilde mangler]
30. September 2007, angreb omkring 1000 Sudan Liberation Army-oprørssoldater tropper fra AMIS på deres base i byen Haskanita i Norddarfur. Angrebet kostede mindst 12 fredsbevarende soldater livet og sårede mange flere. Omkring 50 savnes efter angrebet og formodes at være forsvundet i kamp. Overfaldet fandt sted kort efter solnedgang, da soldaterne forberedte deres måltid i forbindelse med fejringen af ramadanen, og var et resultat af en øget spænding mellem oprørere og de fremmede fredsstyrker. SLM/A har ved flere lejligheder anklaget AMIS-styrken for ikke at optræde neutralt i konflikten, men i stedet støttet centralregeringen. .